# Золотий глобус (65-та церемонія вручення)
65-та церемонія вручення нагород премії «Золотий глобус»

13 січня 2008 року
Найкращий фільм — драма: 
«Спокута»
Найкращий фільм —
комедія або мюзикл: 
«Свіні Тодд»
Найкращий телесеріал — драма: 
«Божевільні»
Найкращий телесеріал —
комедія або мюзикл: 
«Масовка»
Найкращий мінісеріал або телефільм: 
«Лонгфорд»
< 64-та • Церемонії вручення • 66-та >
Традиційна 65-а церемонія вручення нагород премії «Золотий глобус» за заслуги в галузі кінематографу і телебачення за 2007 рік, не відбулась. 
У зв'язку зі страйком Гільдії сценаристів США голівудська асоціація іноземної преси (HFPA) намагалася домогтися тимчасового перемир'я з Гільдією сценаристів. Але натомість отримали погрози, що у випадку незадоволення їхніх вимог до них приєднається Гільдія кіноакторів США. Тож 8 січня 2008 року HFPA вимушена була скасувати традиційну церемонію вручення нагород з запрошенням знаменитостей та зірок Голлівуду і вирішила оголосити переможців «Золотого глобусу» в Лос-Анджелесі в готелі Беверлі-Гілтон, 13 січня у форматі прес-конференції з залученням різноманітних мас-медіа.
Найбільшу кількість номінацій (7) зібрала воєнна романтична драма 2007 року «Спокута», режисера Джо Райта. але вона отримала лише дві перемоги, за найкращий драматичний фільм та найкращу музику. Також по дві нагороди отримали стрічки «Старим тут не місце», «Свіні Тодд», «Скафандр і метелик». Першість серед серіалів або телефільмів дісталась британському драматичному телефільму «Лонгфорд», який здобув три перемоги у чотирьох номінаціях, серед яких і «Найкращий мінісеріал або телефільм».

## Список лауреатів і номінантів

### Кіно
Фільми з найбільшою кількістю нагород та номінацій
| Фільм                                   | Перемоги | Номінації |
| --------------------------------------- | -------- | --------- |
| • «Спокута»                             | 2        | 7         |
| • «Старим тут не місце»                 | 2        | 4         |
| • «Свіні Тодд»                          | 2        | 4         |
| • «Скафандр і метелик»                  | 2        | 3         |
| • «Нафта»                               | 1        | 2         |
| • «Тепер я йду у дику далечінь»         | 1        | 2         |
| • «Далеко від неї»                      | 1        | 1         |
| • «Життя у рожевому кольорі»            | 1        | 1         |
| • «Мене там немає»                      | 1        | 1         |
| • «Рататуй»                             | 1        | 1         |
| • «Війна Чарлі Вілсона»                 | —        | 5         |
| • «Майкл Клейтон»                       | —        | 4         |
| • «Гангстер»                            | —        | 3         |
| • «Східні обіцянки»                     | —        | 3         |
| • «Лак для волосся»                     | —        | 3         |
| • «Джуно»                               | —        | 3         |
| • «Грейс більше немає»                  | —        | 2         |
| • «Зачарована»                          | —        | 2         |
| • «Той, що біжить за вітром»            | —        | 2         |
| • «Злети і падіння: Історія Дьюї Кокса» | —        | 2         |

• Переможці вказані першими і виділені окремим кольором.
| Категорія                                   | Лауреати і номінанти                                                                | Лауреати і номінанти                                           |
| ------------------------------------------- | ----------------------------------------------------------------------------------- | -------------------------------------------------------------- |
| Найкращий фільм — драма                     | • «Спокута»                                                                         | • «Спокута»                                                    |
| Найкращий фільм — драма                     | • «Гангстер»                                                                        |                                                                |
| Найкращий фільм — драма                     | • «Східні обіцянки»                                                                 |                                                                |
| Найкращий фільм — драма                     | • «Великі сперичальники» / The Great Debaters                                       |                                                                |
| Найкращий фільм — драма                     | • «Майкл Клейтон»                                                                   |                                                                |
| Найкращий фільм — драма                     | • «Старим тут не місце»                                                             |                                                                |
| Найкращий фільм — драма                     | • «Нафта»                                                                           |                                                                |
| Найкращий фільм — комедія або мюзикл        | • «Свіні Тодд»                                                                      | • «Свіні Тодд»                                                 |
| Найкращий фільм — комедія або мюзикл        | • «Крізь Всесвіт»                                                                   |                                                                |
| Найкращий фільм — комедія або мюзикл        | • «Війна Чарлі Вілсона»                                                             |                                                                |
| Найкращий фільм — комедія або мюзикл        | • «Лак для волосся» / Hairspray                                                     |                                                                |
| Найкращий фільм — комедія або мюзикл        | • «Джуно»                                                                           |                                                                |
| Найкраща чоловіча роль — драма              |                                                                                     | • «Нафта» — Деніел Дей-Льюїс за роль Деніела Плейнв'ю          |
| Найкраща чоловіча роль — драма              | • «Спокута» — Джеймс Макевой за роль Роббі Тернера                                  |                                                                |
| Найкраща чоловіча роль — драма              | • «Майкл Клейтон» — Джордж Клуні за роль Майкла Клейтона                            |                                                                |
| Найкраща чоловіча роль — драма              | • «Східні обіцянки» — Вігго Мортенсен за роль Ніколая Лужина                        |                                                                |
| Найкраща чоловіча роль — драма              | • «Гангстер» — Дензел Вашингтон за роль Френка Лукаса                               |                                                                |
| Найкраща жіноча роль — драма                |                                                                                     | • «Далеко від неї» — Джулі Крісті за роль Фіони Андерсон       |
| Найкраща жіноча роль — драма                | • «Єлизавета: Золотий вік» — Кейт Бланшетт за роль королеви Єлизавети І             |                                                                |
| Найкраща жіноча роль — драма                | • «Відважна» — Джоді Фостер за роль Еріки Бейн                                      |                                                                |
| Найкраща жіноча роль — драма                | • «Могутнє серце» — Анджеліна Джолі за роль Маріан Перл                             |                                                                |
| Найкраща жіноча роль — драма                | • «Спокута» — Кіра Найтлі за роль Сесилії Талліс                                    |                                                                |
| Найкраща чоловіча роль — комедія або мюзикл |                                                                                     | • «Свіні Тодд» — Джонні Депп за роль Свіні Тодда               |
| Найкраща чоловіча роль — комедія або мюзикл | • «Війна Чарлі Вілсона» — Том Генкс за роль Чарлі Вілсона                           |                                                                |
| Найкраща чоловіча роль — комедія або мюзикл | • «Дикуни» — Філіп Сеймур Гоффман за роль Джона Севіджа                             |                                                                |
| Найкраща чоловіча роль — комедія або мюзикл | • «Злети і падіння: Історія Дьюї Кокса» — Джон Рейлі за роль Дьюї Кокса             |                                                                |
| Найкраща чоловіча роль — комедія або мюзикл | • «Ларс і справжня дівчина» — Раян Гослінг за роль Ларса Ліндстрома                 |                                                                |
| Найкраща жіноча роль — комедія або мюзикл   |                                                                                     | • «Життя у рожевому кольорі» — Маріон Котіяр за роль Едіт Піаф |
| Найкраща жіноча роль — комедія або мюзикл   | • «Зачарована» — Емі Адамс за роль Жизель                                           |                                                                |
| Найкраща жіноча роль — комедія або мюзикл   | • «Лак для волосся» — Ніккі Блонскі за роль Трейсі Тернблад                         |                                                                |
| Найкраща жіноча роль — комедія або мюзикл   | • «Свіні Тодд» — Гелена Бонем Картер за роль Неллі Лаветт                           |                                                                |
| Найкраща жіноча роль — комедія або мюзикл   | • «Джуно» — Еллен Пейдж за роль Джуно МакҐуфф                                       |                                                                |
| Найкраща чоловіча роль другого плану        |                                                                                     | • «Старим тут не місце» — Хав'єр Бардем за роль Антона Чегура  |
| Найкраща чоловіча роль другого плану        | • «Як боязкий Роберт Форд убив Джессі Джеймса» — Кейсі Аффлек за роль Роберта Форда |                                                                |
| Найкраща чоловіча роль другого плану        | • «Війна Чарлі Вілсона» — Філіп Сеймур Хоффман за роль Гаста Авракотоса             |                                                                |
| Найкраща чоловіча роль другого плану        | • «Лак для волосся» — Джон Траволта за роль Едни Тернблад                           |                                                                |
| Найкраща чоловіча роль другого плану        | • «Майкл Клейтон» — Том Вілкінсон за роль Артура Еденса                             |                                                                |
| Найкраща жіноча роль другого плану          |                                                                                     | • «Мене там немає» — Кейт Бланшетт за роль Джуд Квінн          |
| Найкраща жіноча роль другого плану          | • «Війна Чарлі Вілсона» — Джулія Робертс за роль Джоанн Геррінґ                     |                                                                |
| Найкраща жіноча роль другого плану          | • «Спокута» — Сірша Ронан за роль Брайоні Талліс                                    |                                                                |
| Найкраща жіноча роль другого плану          | • «Бувай, дитинко, бувай» — Емі Раян за роль Гелен МакКріді                         |                                                                |
| Найкраща жіноча роль другого плану          | • «Майкл Клейтон» — Тільда Свінтон за роль Карен Кравдер                            |                                                                |
| Найкраща режисерська робота                 |                                                                                     | • «Скафандр і метелик» — Джуліан Шнабель                       |
| Найкраща режисерська робота                 | • «Спокута» — Джо Райт                                                              |                                                                |
| Найкраща режисерська робота                 | • «Гангстер» — Рідлі Скотт                                                          |                                                                |
| Найкраща режисерська робота                 | • «Старим тут не місце» — Ітан Коен, Джоел Коен                                     |                                                                |
| Найкраща режисерська робота                 | • «Свіні Тодд» — Тім Бертон                                                         |                                                                |
| Найкращий сценарій                          | • «Старим тут не місце» — Ітан Коен, Джоел Коен                                     | • «Старим тут не місце» — Ітан Коен, Джоел Коен                |
| Найкращий сценарій                          | • «Спокута» — Крістофер Гемптон                                                     |                                                                |
| Найкращий сценарій                          | • «Війна Чарлі Вілсона» — Аарон Соркін                                              |                                                                |
| Найкращий сценарій                          | • «Скафандр і метелик» — Рональд Гарвуд                                             |                                                                |
| Найкращий сценарій                          | • «Джуно» — Діабло Коді                                                             |                                                                |
| Найкраща музика                             | • «Спокута» — Даріо Мар'янеллі                                                      | • «Спокута» — Даріо Мар'янеллі                                 |
| Найкраща музика                             | • «Східні обіцянки» — Говард Шор                                                    |                                                                |
| Найкраща музика                             | • «Грейс більше немає» — Клінт Іствуд                                               |                                                                |
| Найкраща музика                             | • «Тепер я йду у дику далечінь» — Майкл Брук, Едді Веддер, Кейкі Кінг               |                                                                |
| Найкраща музика                             | • «Той, що біжить за вітром» — Альберто Іглесіас                                    |                                                                |
| Найкраща пісня                              | • «Тепер я йду у дику далечінь» — «Guaranteed»                                      | • «Тепер я йду у дику далечінь» — «Guaranteed»                 |
| Найкраща пісня                              | • «Зачарована» — «That's How You Know»                                              |                                                                |
| Найкраща пісня                              | • «Грейс більше немає» — «Grace Is Gone»                                            |                                                                |
| Найкраща пісня                              | • «Кохання під час холери» — «Despedida»                                            |                                                                |
| Найкраща пісня                              | • «Злети і падіння: Історія Дьюї Кокса» — «Walk Hard»                               |                                                                |
| Найкращий анімаційний фільм                 | • «Рататуй»                                                                         | • «Рататуй»                                                    |
| Найкращий анімаційний фільм                 | • «Бі Муві: Медова змова»                                                           |                                                                |
| Найкращий анімаційний фільм                 | • «Сімпсони у кіно»                                                                 |                                                                |
| Найкращий фільм іноземною мовою             | • «Скафандр і метелик» (Франція)                                                    | • «Скафандр і метелик» (Франція)                               |
| Найкращий фільм іноземною мовою             | • «Той, що біжить за вітром» / «The Kite Runner» (США)                              |                                                                |
| Найкращий фільм іноземною мовою             | • «Порочний зв'язок» (Китай)                                                        |                                                                |
| Найкращий фільм іноземною мовою             | • «Персеполіс» (Франція, США)                                                       |                                                                |
| Найкращий фільм іноземною мовою             | • «4 місяці, 3 тижні і 2 дні» (Румунія)                                             |                                                                |

### Телебачення
Телесеріали з найбільшою кількістю нагород та номінацій
| Фільм                               | Перемоги | Номінації |
| ----------------------------------- | -------- | --------- |
| • «Лонгфорд»                        | 3        | 4         |
| • «Божевільні»                      | 2        | 2         |
| • «Сутичка»                         | 1        | 4         |
| • «30 потрясінь»                    | 1        | 3         |
| • «Антураж»                         | 1        | 3         |
| • «Секс і Каліфорнія»               | 1        | 2         |
| • «Масовка»                         | 1        | 2         |
| • «Підтримка життя»                 | 1        | 1         |
| • «Живий за викликом»               | —        | 3         |
| • «Поховайте моє серце у Вундед Ні» | —        | 3         |
| • «Велике кохання»                  | —        | 2         |
| • «Брати і сестри»                  | —        | 2         |
| • «Анатомія Грей»                   | —        | 2         |
| • «Доктор Хаус»                     | —        | 2         |
| • «В межах держави»                 | —        | 2         |
| • «Тюдори»                          | —        | 2         |

| Категорія                                                                | Лауреати і номінанти                                                    | Лауреати і номінанти                                     |
| ------------------------------------------------------------------------ | ----------------------------------------------------------------------- | -------------------------------------------------------- |
| Найкращий серіал — драма                                                 | • «Божевільні»                                                          | • «Божевільні»                                           |
| Найкращий серіал — драма                                                 | • «Доктор Хаус»                                                         |                                                          |
| Найкращий серіал — драма                                                 | • «Анатомія Грей»                                                       |                                                          |
| Найкращий серіал — драма                                                 | • «Велике кохання»                                                      |                                                          |
| Найкращий серіал — драма                                                 | • «Тюдори»                                                              |                                                          |
| Найкращий серіал — драма                                                 | • «Сутичка»                                                             |                                                          |
| Найкращий серіал — комедія або мюзикл                                    | • «Масовка»                                                             | • «Масовка»                                              |
| Найкращий серіал — комедія або мюзикл                                    | • «30 потрясінь»                                                        |                                                          |
| Найкращий серіал — комедія або мюзикл                                    | • «Секс і Каліфорнія»                                                   |                                                          |
| Найкращий серіал — комедія або мюзикл                                    | • «Антураж»                                                             |                                                          |
| Найкращий серіал — комедія або мюзикл                                    | • «Живий за викликом»                                                   |                                                          |
| Найкращий мінісеріал або телефільм                                       | • «Лонгфорд» / Longford                                                 | • «Лонгфорд» / Longford                                  |
| Найкращий мінісеріал або телефільм                                       | • «Поховайте моє серце у Вундед Ні» / Bury My Heart at Wounded Knee     |                                                          |
| Найкращий мінісеріал або телефільм                                       | • «Контора» / The Company                                               |                                                          |
| Найкращий мінісеріал або телефільм                                       | • «П'ять днів» / Five Days                                              |                                                          |
| Найкращий мінісеріал або телефільм                                       | • «В межах держави» / The State Within                                  |                                                          |
| Найкраща чоловіча роль серіалу — драма                                   |                                                                         | • «Божевільні» — Джон Гемм за роль Дона Дрейпера         |
| Найкраща чоловіча роль серіалу — драма                                   | • «Декстер» — Майкл Голл за роль Декстера Моргана                       |                                                          |
| Найкраща чоловіча роль серіалу — драма                                   | • «Доктор Хаус» — Г'ю Лорі за роль Грегорі Хауса                        |                                                          |
| Найкраща чоловіча роль серіалу — драма                                   | • «Велике кохання» — Білл Пекстон за роль Біла Генріксона               |                                                          |
| Найкраща чоловіча роль серіалу — драма                                   | • «Тюдори» — Джонатан Ріс-Маєрс за роль короля Генріха VIII             |                                                          |
| Найкраща жіноча роль серіалу — драма                                     |                                                                         | • «Сутичка» — Глен Клоуз за роль Петті Х'юз              |
| Найкраща жіноча роль серіалу — драма                                     | • «Клан Сопрано» — Іді Фалко за роль Кармели Сопрано                    |                                                          |
| Найкраща жіноча роль серіалу — драма                                     | • «Брати і сестри» — Саллі Філд за роль Нори Вокер                      |                                                          |
| Найкраща жіноча роль серіалу — драма                                     | • «Врятувати Грейс» — Голлі Гантер за роль Грейс Ханадарко              |                                                          |
| Найкраща жіноча роль серіалу — драма                                     | • «Шукачка» — Кіра Седжвік за роль Бренди Лі Джонсон                    |                                                          |
| Найкраща жіноча роль серіалу — драма                                     | • «Медіум» — Патриція Аркетт за роль Аллісон ДюБуа                      |                                                          |
| Найкраща жіноча роль серіалу — драма                                     | • «Багатство» — Мінні Драйвер за роль Делії Меллой                      |                                                          |
| Найкраща чоловіча роль серіалу — комедія або мюзикл                      |                                                                         | • «Секс і Каліфорнія» — Девід Духовни за роль Генка Муді |
| Найкраща чоловіча роль серіалу — комедія або мюзикл                      | • «30 потрясінь» — Алек Болдвін за роль Джека Донагі                    |                                                          |
| Найкраща чоловіча роль серіалу — комедія або мюзикл                      | • «Офіс» — Стів Карелл за роль Майкла Скотта                            |                                                          |
| Найкраща чоловіча роль серіалу — комедія або мюзикл                      | • «Масовка» — Рікі Джервейс за роль Енді Мілмана                        |                                                          |
| Найкраща чоловіча роль серіалу — комедія або мюзикл                      | • «Живий за викликом» — Лі Пейс за роль Неда                            |                                                          |
| Найкраща жіноча роль серіалу — комедія або мюзикл                        |                                                                         | • «30 потрясінь» — Тіна Фей за роль Ліз Лемон            |
| Найкраща жіноча роль серіалу — комедія або мюзикл                        | • «Бридка Бетті» — Америка Феррера за роль Бетті Суарес                 |                                                          |
| Найкраща жіноча роль серіалу — комедія або мюзикл                        | • «Косяки» — Мері-Луїз Паркер за роль Ненсі Ботвін                      |                                                          |
| Найкраща жіноча роль серіалу — комедія або мюзикл                        | • «Живий за викликом» — Анна Фріл за роль Шарлоти Чарльз                |                                                          |
| Найкраща жіноча роль серіалу — комедія або мюзикл                        | • «Хто така Саманта?» — Крістіна Епплгейт за роль Саманти Ньюлі         |                                                          |
| Найкраща чоловіча роль мінісеріалу або телефільму                        |                                                                         | • «Лонгфорд» — Джим Бродбент за роль лорда Лонгфорда     |
| Найкраща чоловіча роль мінісеріалу або телефільму                        | • «Поховайте моє серце у Вундед Ні» — Адам Біч за роль Чарлза Істмена   |                                                          |
| Найкраща чоловіча роль мінісеріалу або телефільму                        | • «Дідусь на Різдво» — Ернест Боргнайн за роль Берта О'Райлі            |                                                          |
| Найкраща чоловіча роль мінісеріалу або телефільму                        | • «В межах держави» — Джейсон Айзекс за роль Марка Брайдона             |                                                          |
| Найкраща чоловіча роль мінісеріалу або телефільму                        | • «Джекілл» — Джеймс Несбіт за роль Тома Джекмена / містера Гайда       |                                                          |
| Найкраща жіноча роль мінісеріалу або телефільму                          |                                                                         | • «Підтримка життя» — Квін Латіфа за роль Ани Воллас     |
| Найкраща жіноча роль мінісеріалу або телефільму                          | • «Так, як ти любиш» — Брайс Даллас Говард за роль Розалінди            |                                                          |
| Найкраща жіноча роль мінісеріалу або телефільму                          | • «Перша дружина» — Дебра Мессінг за роль Моллі Кейген                  |                                                          |
| Найкраща жіноча роль мінісеріалу або телефільму                          | • «Світлини Голліс Вудс» — Сісі Спачек за роль Джозі Кейгілл            |                                                          |
| Найкраща жіноча роль мінісеріалу або телефільму                          | • «Джейн Ейр» — Рут Вілсон за роль Джейн Ейр                            |                                                          |
| Найкраща чоловіча роль другого плану серіалу, мінісеріалу або телефільму |                                                                         | • «Антураж» — Джеремі Півен за роль Арі Голда            |
| Найкраща чоловіча роль другого плану серіалу, мінісеріалу або телефільму | • «Сутичка» — Тед Денсон за роль Артура Фробішера                       |                                                          |
| Найкраща чоловіча роль другого плану серіалу, мінісеріалу або телефільму | • «Антураж» — Кевін Діллон за роль Джоні Чейза                          |                                                          |
| Найкраща чоловіча роль другого плану серіалу, мінісеріалу або телефільму | • «Лонгфорд» — Енді Серкіс за роль Яна Брейді                           |                                                          |
| Найкраща чоловіча роль другого плану серіалу, мінісеріалу або телефільму | • «Бостонське правосуддя» — Вільям Шетнер за роль Денні Крейна          |                                                          |
| Найкраща чоловіча роль другого плану серіалу, мінісеріалу або телефільму | • «Брудні хтиві гроші» — Дональд Сазерленд за роль Патріка Дарлінга ІІІ |                                                          |
| Найкраща жіноча роль другого плану серіалу, мінісеріалу або телефільму   |                                                                         | • «Лонгфорд» — Саманта Мортон за роль Міри Гіндлі        |
| Найкраща жіноча роль другого плану серіалу, мінісеріалу або телефільму   | • «Сутичка» — Роуз Бірн за роль Еллен Парсонс                           |                                                          |
| Найкраща жіноча роль другого плану серіалу, мінісеріалу або телефільму   | • «Брати і сестри» — Рейчел Гріффітс за роль Сари Ведон                 |                                                          |
| Найкраща жіноча роль другого плану серіалу, мінісеріалу або телефільму   | • «Анатомія Грей» — Кетрін Гейґл за роль Ізабел Стівенс                 |                                                          |
| Найкраща жіноча роль другого плану серіалу, мінісеріалу або телефільму   | • «Поховайте моє серце у Вундед Ні» — Анна Паквін за роль Елейн Гудейл  |                                                          |
| Найкраща жіноча роль другого плану серіалу, мінісеріалу або телефільму   | • «Мене звати Ерл» — Джеймі Пресслі за роль Джой Тернер                 |                                                          |

## Спеціальні нагороди
| Премія імені Сесіля Б. Де Мілля (Нагорода за внесок у кінематограф) | нагородження не відбулось у зв'язку зі страйком Гільдії сценаристів США |
| Міс «Золотий глобус» (Символічний титул)                            | нагородження не відбулось у зв'язку зі страйком Гільдії сценаристів США |